# Monstera skvostná

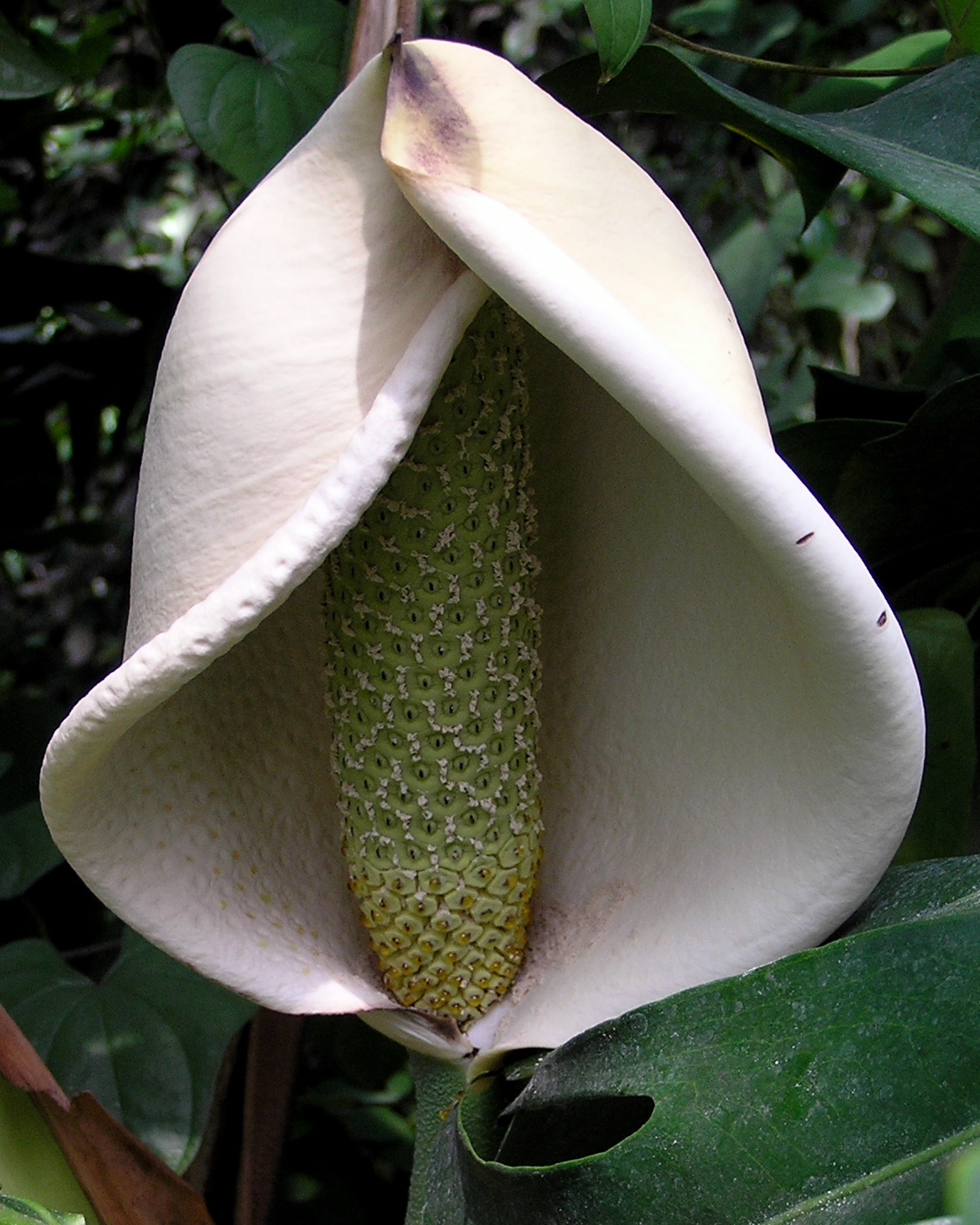
Květenství monstery skvostné

Monstera skvostná (Monstera deliciosa) je tropická popínavá rostlina z čeledě áronovitých. Pochází z Mexika a Střední Ameriky, odkud byla rozšířena do řady dalších tropických i subtropických zemí, kde je vysazována jako okrasná rostlina nebo pro exotické plody. V oblastech s chladnějším, např. středoevropským podnebím, bývá pěstována jako cizokrajná skleníková nebo pokojová rostlina.

## Ekologie
Rostlina ve své domovině roste ve vlhkých až mokrých, teplých lesích, v částečném polostínu i na plném slunci v mírně kyselé půdě zásobené humusem. Dostatek živin ovlivňuje nejen růst, ale i četnost kvetení a množství plodů. Na plně osluněném stanovišti má listy menší a méně dělené, lépe však kvete.
Uměle se množí vysazováním lodyžních řízků řezaných tak, aby každý měl vzdušný kořen jenž se vsune do půdy. Mladá rostlinka se vychyluje směrem k nejtmavšímu objektu v blízkosti (ne pouze od světla), hledá kmen stromu, který bude využívat jako podpěru.

## Popis
Popínavá rostlina opírající se o kmen a dorůstající běžně do výšky okolo 10 m, výjimečně i 20 m. Polodřevnatý, střídmě rozvětvený kmínek má četné provazcovité, dolů visící vzdušné kořeny mající za úkol rostlinu přidržovat u kůry stromu a zajistit rostlině vodu a živiny, při dosažení vlhké půdy zakoření. Rostlina na stromu neparazituje, pouze jej využívá jako podporu při cestě svého vrcholu za světlem.
Kmínek je porostlý lesklými, kožovitými, řapíkatými listy s vytrvalou pochvou, které bývají dlouhé 25 až 90 cm a široké 25 až 75 cm. Jejich srdčité čepele bývají u spodu rostliny celokrajné a výše hluboce laločnaté a perforované; toto roztříštění velké plochy pomáhá pnoucím rostlinám lépe odolávat silným větrům. Spodní listy bývají přitlačené k nosnému kmeni a překrývají se, horní na dlouhých řapících ční do prostoru.
Dospělé rostliny monstery skvostné vytvářejí květenství tvořeno krémově bílým, průměrně 25 cm dlouhým, otevřeným toulcem člunkovitého tvaru chránící asi 17 cm dlouhou, dužnatou palici s mnoha drobnými, oboupohlavnými, hustě stěsnanými květy na kratičkých stopkách. Květy rozkvétají od června do září a jsou-li zralé k opylení, vydávají specifickou vůni (někdy nelibou), kterou lákají příslušný hmyz. Pro zamezení samoopylení dozrávají prašníky později než blizny, takže opylovač musí přinést pyl z jiného květenství.

## Význam
Mimo estetického významu bývá monstera skvostná pěstována i pro své plody. Po opylení květů se začne palice zvětšovat a ve zralosti (asi za rok po opylení) změní barvu ze zelené na žlutou. Plody jsou dužnaté bobule nahloučené na palici, která je ve zralosti až 25 cm dlouhá a 4 cm tlustá. Konzumují se syrové nebo se z nich dělají marmelády, sirupy či slouží jako přísada do zmrzlin. Od jejich skvělé chuti (kombinace banánu, ananasu a manga, nebo ananasu a jahody), je odvozeno druhové jméno "deliciosa".
Často bývá pěstována jako pokojová rostlina, k výzdobě i velké místnosti obvykle postačí jediná rostlina. Dobře snáší suchý vzduch a nevadí ji ani prach, nesmí však být úmístěna na přímém slunci.
Na některých nepůvodních místech, kde byla monstera skvostná rozšířena, velmi rychle zplaněla a dostala se ze zahrad do místní přírody. Například ve vlhkých, tropických oblastech východní Austrálie se stala plevelnou rostlinou tamních lesů, příměstských parků i oblastí okolo cest a sídlišť, kde vyrůstá do korun tamních stromů. Často se šíří jako součást zahradního odpadu zanášeného přívalovými dešti i na odlehlá místa, ve vlhkém prostředí i nevelké úlomky kmínku jsou schopné zakořenit.
Celá rostlina je až na plody nepoživatelná, hlavně listy obsahují hodně kyseliny šťavelové. Její krystalky obvykle podráždí ústní sliznici i při konzumaci nezralých plodů.

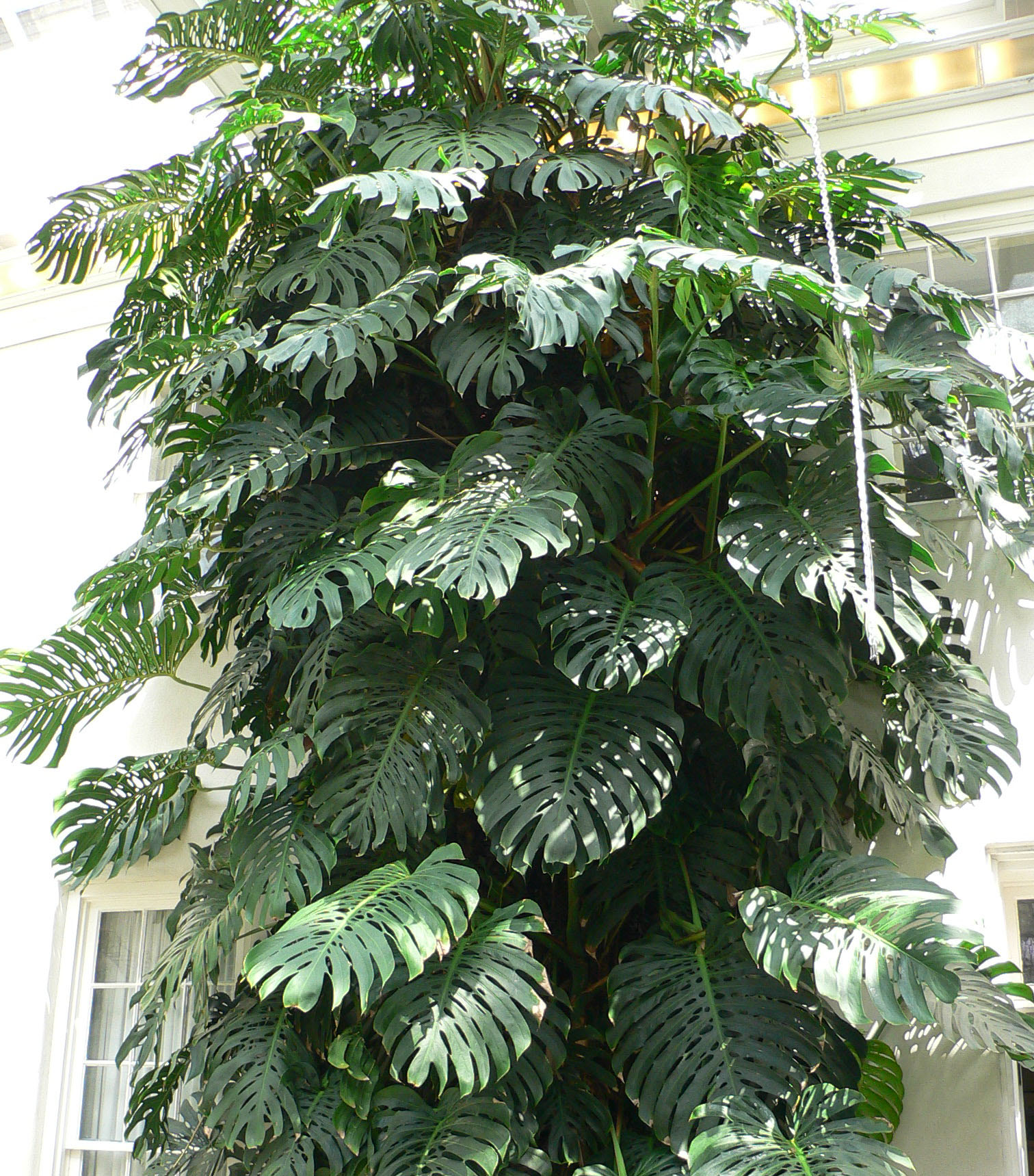
Část rostliny
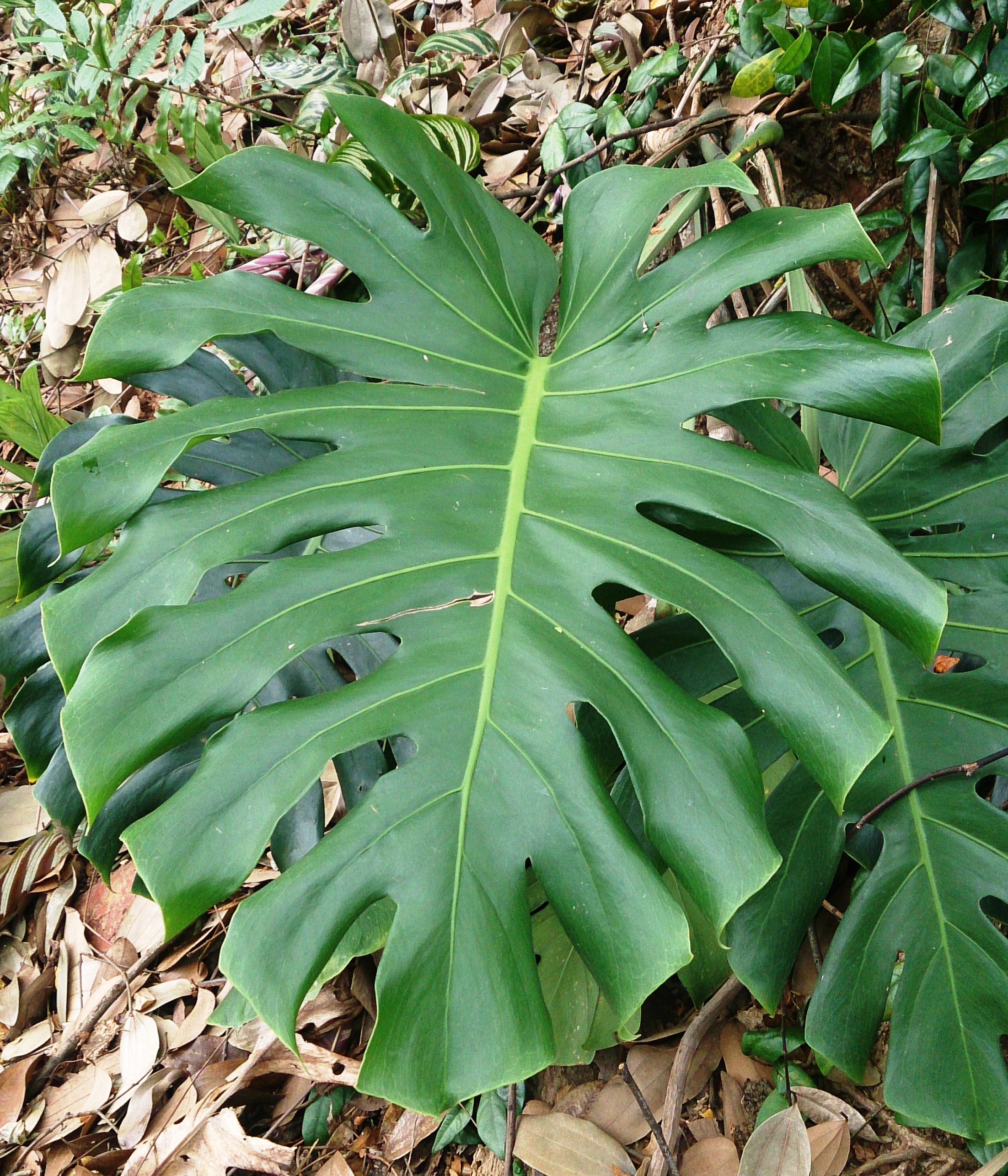
List
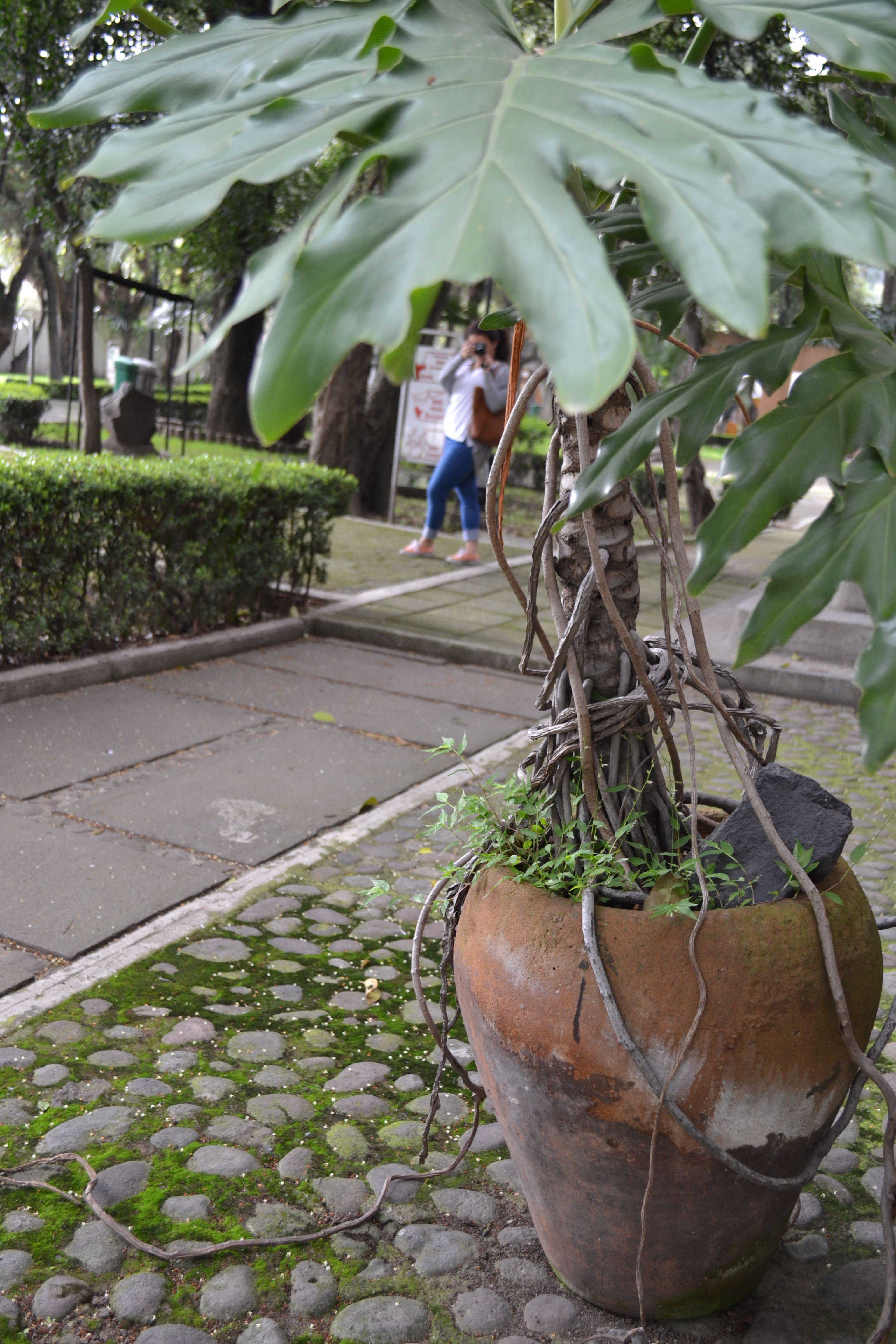
Parková rostlina
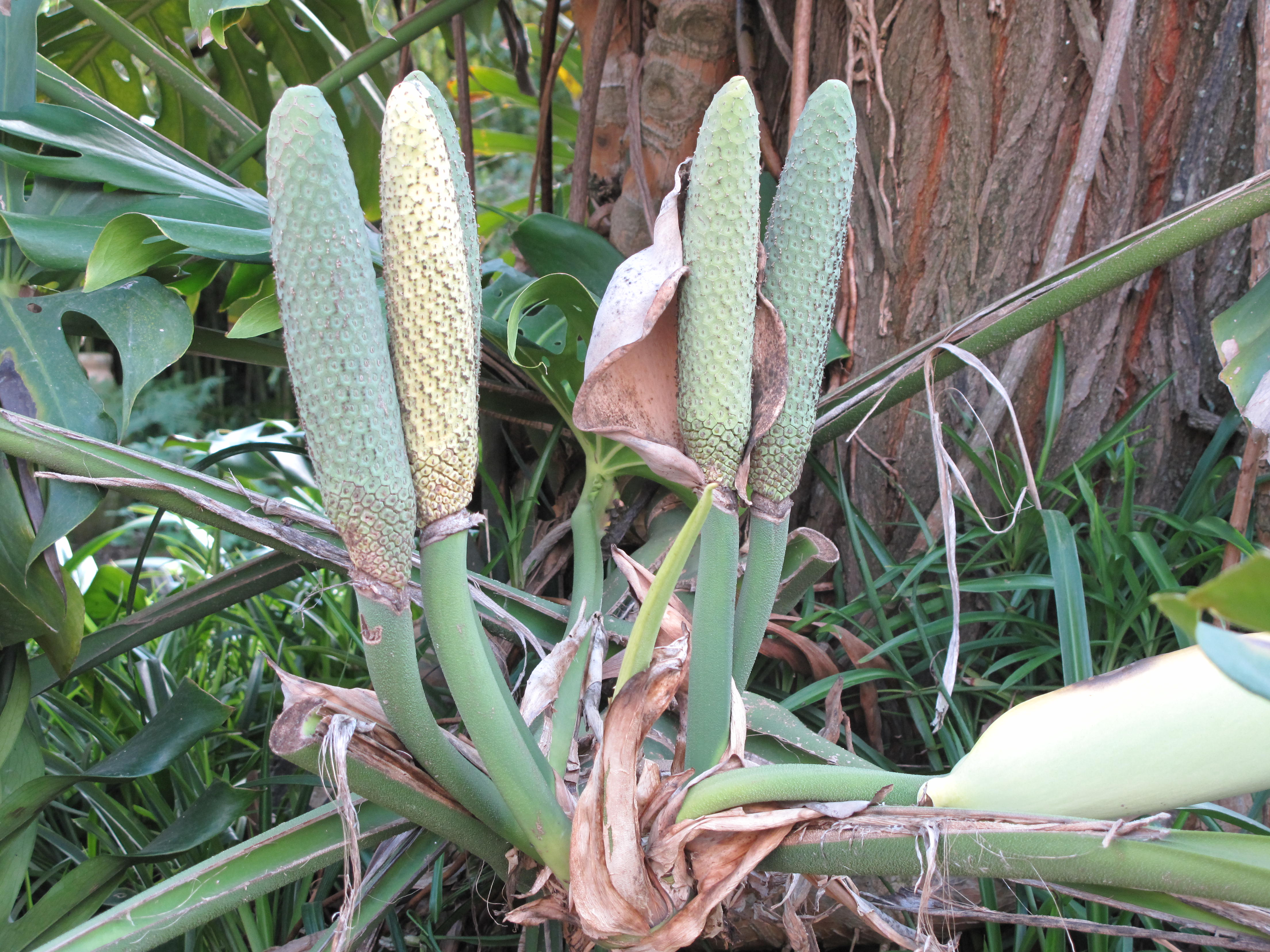
Zrající plody